# Julio Fernández Gayoso
Julio Fernández Gayoso (Vigo, 8 de diciembre de 1931) es un directivo de banca español. Fue director general de Caixa Vigo (1965-2000), director general de Caixanova (2000-2006) así como presidente no ejecutivo (2006-2010)  de Caixanova hasta su fusión con Caixa Galicia en 2010; posteriormente fue copresidente también no ejecutivo de la entidad resultante, NovaCaixaGalicia, hasta que dimitió en junio de 2012 al verse involucrado en los escándalos por las jubilaciones y contratos blindados.

## Biografía
Nació de una familia modesta que emigró a Vigo procedente de la Tierra de Lemos. Realizó sus estudios primarios en los Maristas y después estudió en la escuela de Peritos en Torrecedeira, Vigo, donde se hizo titulado mercantil. Compaginando el trabajo con el estudio, comenzó su carrera profesional en 1947, a los 16 años, como auxiliar de contabilidad en la Caja de Ahorros y Monte de Piedad de Vigo. En 1958, ascendió al puesto de jefe de contabilidad de la caja, y cinco años más tarde obtuvo por oposición la categoría de jefe de sección. En 1965, a la edad de 34 años, fue nombrado director general. Fue director general de Caixavigo e Ourense, y posteriormente copresidente de Nova Galicia Banco, cargo del que dimitió en junio de 2012.
Uno de los aspectos fundamentales en su andadura profesional en Caixavigo, ha sido la expansión de la Obra Social de esta entidad, que se traduce en innumerables obras de carácter cultural, docente y asistencial, entre las que destaca: Centro Cultural Caixavigo, edificio recuperado del antiguo teatro García Barbón; la creación del Colegio Universitario de Vigo, base de la actual universidad de Vigo; creación de la Escuela de Negocios Caixanova. 
Tras la fusión en el año 2000 de la Caja de Ahorros de Vigo con las cajas de ahorros de Orense y Pontevedra para crear Caixanova, mantuvo el cargo de director general en la nueva entidad. En junio de 2006 fue nombrado presidente -no ejecutivo- de Caixanova.
El 1 de diciembre de 2010 Caixanova se fusionó con Caixa Galicia, creando NovaCaixaGalicia, y Fernández Gayoso pasó a copresidir la resultante entidad (junto a Mauro Varela, expresidente de la también fusionada Caixa Galicia). Desde el principio se sabía que esta era una fusión de alto riesgo y en su día Gayoso ya anunció que la unión de las cajas sería "la más compleja de España"
El 28 de junio de 2012 dimitió de su cargo de presidente no ejecutivo, al verse involucrado en los escándalos por las jubilaciones y contratos blindados. 
Ha sido también presidente de Lico-Corporación, vicepresidente del grupo R y del Banco Gallego. También ha pertenecido al consejo de administración de la Confederación Española de Cajas de Ahorros (CECA), Caser, Lico-Leasing, Ahorro, Corporación Financiera, Grupo Cable e Inversiones Estratégicas de Galicia.
Es socio fundador de la Fundación Empresa Universidad Gallega, la Fundación FIES (Fondo para la Investigación Económica y Social), de la Fundación Pro-Vigo y miembro de diversos patronatos entre los que destacan el Centro Gallego de Arte Contemporáneo, la Fundación Laxeiro y la Fundación Camilo José Cela, entre otras.

### Escándalo
El 25 de junio de 2012, la fiscalía anticorrupción presenta una querella contra Fernández Gayoso por haber ocultado al Consejo de Administración y al Banco de España el importe de unas prejubilaciones a las que presuntamente no tenían derecho varios de sus directivos. Los hechos habrían tenido lugar a finales de 2010. La querella involucra a Julio Fernández Gayoso y otros cuatro directivos de Novacaixagalicia (José Luis Pego Alonso, Gregorio Gorriarán Laza, Óscar Rodríguez Estrada y Francisco Javier García de Paredes Moro), y argumenta que todos ellos habrían actuado "con abuso de las funciones de su cargo y pleno conocimiento de la dificilísima situación económica por la que atravesaba la entidad crediticia", disponiendo  fraudulentamente de bienes de la misma. Además, la querella añade que los gestores "no tenían derecho" a cobrar estas prejubilaciones, lo que se hizo "en menoscabo de la entidad crediticia que administraban y del Fondo de Reestructuración Ordenada Bancaria (FROB)".
El 26 de julio de 2012, comparece ante la Comisión de Economía del Congreso de los Diputados y en junio de 2013 en el Parlamento Gallego.
El día 22 de octubre de 2015 fue condenado por la Audiencia Nacional a 2 años de cárcel y 75.000 euros de multa como cooperador necesario en un delito de administración desleal en concurso con uno de apropiación indebida en el caso de las indemnizaciones millonarias de los antiguos directivos de Novacaixagalicia. En enero de 2017, la Audiencia Nacional ordenó su detención para que cumpla su condena.

## Reconocimientos
Medalla individual «al mérito en el ahorro» concedida por el Ministerio de Hacienda en 1970, insignia de Oro de la Universidad de Santiago en 1982, Comendador de la Orden del Mérito Civil en 1983, Medalla de Oro de Vigo en 1997, medalla «al mérito en el ahorro» de la CECA en 1998, medalla de oro de la Cámara de Comercio de Vigo en 1999, medalla de oro del Club Financiero de Vigo en 1999. En 1999 fue designado «mejor ejecutivo financiero de Galicia» entre los lectores de la revista Actualidad Económica. También fue Medalla Castelao. En 2006 el Ministerio de Trabajo le otorgó la Medalla de Oro al Mérito en el Trabajo, distinción que le fue retirada en 2024 tras sus condenas penales.
En marzo de 2013 devolvió la medalla de oro del Ayuntamiento de Vigo, y en 2016 renunció al nombramiento de doctor honoris causa que le había sido otorgado por la Universidad de Vigo en 2002.